# IEEE 802.1ah-2008
Provider Backbone Bridging (PBB, auch bekannt als mac-in-mac) ist eine im Standard IEEE 802.1ah-2008 spezifizierte Technologie für den Transport von Daten eines Kunden-Netzwerkes über ein Provider-Netzwerk. IEEE 802.1ah wurde in den Standard IEEE 802.1Q-2011 integriert.
PBB ermöglicht eine vollständige Trennung von Kunden- und Provider-Domains. Dazu wurde ein neuer Ethernet-Header definiert.
Dieser Header kann mehrere verschiedene Formen annehmen, aber die Hauptkomponenten des Headers sind:
- Backbone-Komponente mit:
  - Backbone-Zieladresse (B-DA) (sechs Bytes)
  - Backbone-Quelladresse (B-SA) (sechs Bytes)
  - EtherType 0x88A8 "Service/Backbone VLAN" (zwei Bytes)
  - B-TAG / B-VID als Backbone-VLAN Indikator (zwei Bytes)
- Service-Kapselung mit:
  - EtherType 0x88E7 "Backbone Service Instance" (zwei Bytes)
  - Flags für Priorität enthalten, Drop Eligible Indicator (DEI) und No Customer Address (NCA) Anzeige (z. B. OAM Rahmen).
  - I-SID, die Service-ID (drei Bytes)
- Ursprünglicher Kundenrahmen
  - Kundenzieladresse (sechs Bytes)
  - Kundenquellenadresse (sechs Bytes)
  - EtherType 0x8100 "Customer VLAN"(zwei Bytes)
  - Kunden-VLAN-Kennung (zwei Bytes)
  - EtherType der Nutzdaten (z. B. 0x0800 für IPv4 oder 0x86DD für IPv6)
  - Nutzdaten